# Amt Ettenheim
Das Amt Ettenheim war in napoleonischer Zeit eine Verwaltungseinheit im Süden des Großherzogtums Baden. Es bestand von 1810 bis 1813.

## Geschichte

### Historischer Hintergrund
Das im Übergangsbereich der südlichen Oberrheinischen Tiefebene zum mittleren Schwarzwald gelegene Ettenheim hatte, gemeinsam mit einigen benachbarten Orten, seit dem Mittelalter unter der kirchlichen Herrschaft des Fürstbistums Straßburg gestanden. Mit dem Reichsdeputationshauptschluss von 1803 kam diese Herrschaft Ettenheim zur zum Kurfürstentum aufgewerteten Markgrafschaft Baden. Dort wurde sie dem Oberamt Mahlberg zugeteilt.

### Zeit seines Bestehens
In Umsetzung des Novemberedikts von 1809 wurde das Oberamt Mahlberg Anfang 1810 aufgehoben. Ettenheim wurde Sitz eines Amtes, das auch die Ortschaften Ettenheimweiler, Grafenhausen, Kappel am Rhein, Ringsheim, Oberhausen, Niederhausen sowie die des aufgelösten Amtes Ettenheimmünster umfasste. Im Rahmen der Verwaltungsgliederung des Landes wurde es dem Kinzigkreis zugeteilt. Die Leitung wurde dem, vom Oberamt Karlsruhe hierher versetzten Amtmann Christian Donsbach übertragen. Für Kriminaluntersuchungen zuständig wurde das Amt Mahlberg, Sitz der Verwaltung das sogenannte Palais Rohan.
Anfang 1810 kam es zu einem Austausch von Ortschaften mit dem Amt Kenzingen: Von dort hinzu kamen Broggingen, Tutschfelden und Wagenstadt, abgegeben wurden Oberhausen und Niederhausen. Ende 1810 wurden, in Bezug auf die allgemeine Verwaltung, die grundherrschaftlichen Orte Altdorf, Schmieheim und Rust dem Amt Ettenheim zugeteilt. Sie hatten seit Inkrafttreten des Novemberedikts unmittelbar dem Kreisdirektorium unterstanden.
Nachdem die Aufhebung der Patrimonialgerichtsbarkeit 1813 eine einheitliche Zuständigkeit der Verwaltungsbehörden ermöglicht hatte, wurde das Amt Ettenheim, unter Austausch mehrerer Orte mit benachbarten Ämtern, in das Bezirksamt Ettenheim umgewandelt.

## Weitere Entwicklung
Das Bezirksamt Ettenheim wurde 1924 aufgehoben und in das Bezirksamt Lahr eingegliedert. Aus diesem ging 1939 der Landkreis Lahr hervor. Er wurde Anfang 1973 aufgelöst, seither zählen Ettenheim und Umgebung zum Ortenaukreis.